# St. John's University
De St. John's University is een Amerikaanse universiteit in New York. De katholieke universiteit is gevestigd in Queens en heeft bijkomende campussen in Manhattan en Staten Island.
St. John's werd opgericht in 1870 door de Congregatie der Missie. De oorspronkelijke campus was in de wijk Bedford-Stuyvesant in Brooklyn.

## Bekende studenten
- Hugh Carey, gouverneur staat New York
- Mario Cuomo, gouverneur staat New York
- William J. Casey, CIA directeur